# Burgstall Kleinochsenfurt
Der Burgstall Kleinochsenfurt ist eine abgegangene mittelalterliche Spornburg unmittelbar über dem Tal des Rappertsmühlbaches, rund 1100 Meter nördlich der katholischen Pfarrkirche Maria Schnee in Kleinochsenfurt, einem heutigen Stadtteil von Ochsenfurt im unterfränkischen Landkreis Würzburg in Bayern. Erhalten hat sich von der Anlage auf einer Bergzunge nur ein Halsgraben, ein Hanggraben sowie ein vorgelegter Wallzug.

## Geschichte
Über diese Burg sind keine geschichtlichen oder archäologischen Informationen bekannt, sie wird grob als mittelalterlich datiert, und ist aufgrund der Spornlage wohl Ende des 12. Jahrhunderts erbaut worden. Sie war vermutlich der Sitz des Ortsadels von Kleinochsenfurt. Der Ort war im Besitz des Klosters Kitzingen, das ihn als Lehen an die Herren von Hohenlohe weitergab. Im Jahr 1327 verkaufte Heinrich von Hohenlohe für 300 Pfund Heller ein Drittel der Vogtei zu Kleinochsenfurt an das Domkapitel Würzburg, allerdings bestätigte das Kloster Kitzingen erst 1337 den Verkauf. Erstmals erwähnt wurde der Burgstall in den Jahren 1367/68, als Apel Buman und Dietrich Oberer Ländereien am Burgstall (dictus Burgstal) hatten. Die Familie Buman gehörte wohl dem Niederadel an, sie hatten mehrere Güter um den Ort. 1397 erhielt das Domkapitel dann sämtliche Lehen des Klosters durch das Bistum Bamberg. Warum die Burg aufgegeben wurde, ist nicht bekannt.
In den Jahren 1916 und 1918 wurde die Burgstelle  untersucht, die Funde aus dem Mittelalter gelangten in das Mainfränkische Museum Würzburg.
Die heute bewaldete Burgstelle ist als Bodendenkmal Nummer D-6-6326-0103: „Siedlung der Bronzezeit und mittelalterlicher Burgstall“ geschützt.

## Beschreibung
Die Burgstelle in Spornlage liegt auf einer Höhe von etwa 240 m ü. NN auf einer nach Südwesten gerichteten Bergzunge, die in das Tal des westlich vorbeifließenden Rappertsmühlbaches sowie in ein kleines Trockental, dem Ochsental, im Süden und Südosten hinein ragt. Das unregelmäßig ovale, sich fast einer kreisrunden Fläche annähernde Burggelände weist einen Durchmesser von rund 65 Metern auf. An der west-, der süd- sowie der südöstlichen Seite ist dieses durch den mäßig steilen Abfall des Geländes von Natur aus gut geschützt, und musste daher nur leicht geschützt werden. Nur die leicht zur anschließenden Muschelkalkhochfläche ansteigende Nordostseite der Burganlage musste stärker befestigt werden. Hierzu wurde an dieser Seite ein bogenförmig verlaufender Halsgraben angelegt, der die Anlage vom Vorgelände abschneidet und noch eine Breite von fünf Meter und eine Tiefe von 1,5 Meter aufweist. An seinen beiden Enden an der jeweiligen Geländekante geht dieser Graben in einen Hanggraben über, der den gesamten Burgstall an der Bergspitze umläuft. Er ist nur noch sehr seicht erhalten und ist noch etwa drei bis vier Meter breit. Die gesamte Innenfläche der Burg wird von einem Wall umzogen, wohl der Rest der verfallenen Ringmauer. Die Höhe dieses Walles beträgt von Innen gemessen rund 0,3 bis 0,4 Meter, an der gefährdeten Nordostseite erreicht er eine innere Höhe von 1,7 Meter. Nach außen fällt der Wallzug etwa drei Meter zum Hanggraben ab. Die frühere Zugang zur Burg lag in der Mitte der Nordostseite der Anlage, hier ist der Wallzug auf einer Länge von fünf Metern unterbrochen, auch der Halsgraben ist dort ebenso breit aufgefüllt. Als zusätzlicher Schutz ist nordöstlich der Torzufahrt unmittelbar außerhalb des Halsgrabens noch ein hufeisenförmiger Wallzug vorgelegt, er erreicht noch eine Höhe von 0,5 Meter.